# Кроноли, Алекс
Александер Кроноли (англ. Alexander Crognale; 27 августа 1994, Колумбус, Огайо, США) — американский футболист, центральный защитник клуба «Бирмингем Легион».

## Биография
Кроноли — уроженец Колумбуса. Рос в Гаханне, где играл за команду старшей Линкольна вместе с Уилом Трэппом. Имеет итальянские корни. В 2010—2013 годах тренировался в академии клуба MLS «Коламбус Крю». Во время обучения в Мэрилендском университете в Колледж-Парке в 2013—2016 годах выступал за университетскую команду в Национальной ассоциации студенческого спорта.
13 декабря 2016 года «Коламбус Крю» подписал Кроноли в качестве доморощенного игрока. Его профессиональный дебют состоялся 18 марта 2017 года в матче третьего тура сезона против «Ди Си Юнайтед». За свои действия в дебютном матче он получил высокую оценку, войдя в символическую сборную недели, составленную журналистами сайта MLS.
15 марта 2018 года Кроноли отправился в аренду в клуб USL «Ориндж Каунти». Дебют за калифорнийский клуб, 18 марта в матче против «Финикс Райзинг», отметил голом.
2 июня 2018 года в матче против «Торонто» забил свой первый гол за «Коламбус Крю».
15 марта 2019 года Кроноли был отдан в аренду клубу Чемпионшипа ЮСЛ «Инди Илевен». Дебютировал за клуб из Индианаполиса 30 марта в матче против «Хартфорд Атлетик».
По окончании сезона 2019 «Коламбус Крю» не продлил контракт с Кроноли.
23 декабря 2019 года Кроноли подписал многолетний контракт с клубом Чемпионшипа ЮСЛ «Бирмингем Легион». Дебютировал за «Легион» 15 июля 2020 года в матче против «Мемфис 901». 25 июля в матче против «Тампа-Бэй Раудис» забил свой первый гол за «Легион».

## Статистика выступлений
| Выступление            | Выступление      | Выступление      | Лига | Лига | Плей-офф | Плей-офф | Кубок | Кубок | Итого | Итого |
| Клуб                   | Лига             | Сезон            | Игры | Голы | Игры     | Голы     | Игры  | Голы  | Игры  | Голы  |
| ---------------------- | ---------------- | ---------------- | ---- | ---- | -------- | -------- | ----- | ----- | ----- | ----- |
| Коламбус Крю           | MLS              | 2017             | 17   | 0    | 0        | 0        | 1     | 0     | 18    | 0     |
| Коламбус Крю           | MLS              | 2018             | 5    | 1    | —        | —        | 1     | 0     | 6     | 1     |
| Коламбус Крю           | MLS              | 2019             | 12   | 0    | —        | —        | 2     | 0     | 14    | 0     |
| Коламбус Крю           | Итого            | Итого            | 34   | 1    | 0        | 0        | 4     | 0     | 38    | 1     |
| Ориндж Каунти (аренда) | USL              | 2018             | 23   | 4    | 3        | 0        | —     | —     | 26    | 4     |
| Ориндж Каунти (аренда) | Итого            | Итого            | 23   | 4    | 3        | 0        | —     | —     | 26    | 4     |
| Инди Илевен (аренда)   | USLC             | 2019             | 6    | 0    | —        | —        | —     | —     | 6     | 0     |
| Инди Илевен (аренда)   | Итого            | Итого            | 6    | 0    | —        | —        | —     | —     | 6     | 0     |
| Бирмингем Легион       | USLC             | 2020             | 16   | 3    | 1        | 0        | —     | —     | 17    | 3     |
| Бирмингем Легион       | USLC             | 2021             | 26   | 2    | 1        | 0        | —     | —     | 27    | 2     |
| Бирмингем Легион       | USLC             | 2022             | 0    | 0    | 0        | 0        | —     | —     | 0     | 0     |
| Бирмингем Легион       | Итого            | Итого            | 42   | 5    | 2        | 0        | —     | —     | 44    | 5     |
| Всего за карьеру       | Всего за карьеру | Всего за карьеру | 105  | 10   | 5        | 0        | 4     | 0     | 114   | 10    |